# إنكا (جزر البليار)
بلدية إنكا (بالإسبانية: Inca) هي بلدية تقع في منطقة جزر البليار شرق إسبانيا.

## الديموغرافيا
بلغ عدد سكان بلدية إنكا 29.966 نسمة عام 2011 (وفقاً للمعهد الوطني للإحصاء الإسباني).
| 21.129 | 21.974 | 24.467 | 26.504 | 28.306 | 29.308 | 29.966 |

## أعلام
- جوان ساستر